# روكيت راكون
روكيت راكون هو شخصية خيالية ظهرت في مارفل كومكس.قام برادلي كوبر بدور روكيت في أفلام مارفل.